# XI Congresso nazionale del Partito Comunista Cinese
L'XI Congresso del Partito Comunista Cinese si tenne fra il 12 e il 18 agosto 1977 e fu il primo Congresso al quale Mao Zedong non partecipò (dopo il secondo, a causa di problemi tecnici), essendo deceduto il 9 settembre 1976. Fu l'unico Congresso che vide Hua Guofeng come presidente.

## Svolgimento del Congresso
I dati ufficiali riportano che al congresso parteciparono 1.510 delegati in rappresentanza 35 milioni di iscritti al Partito. Il report politico iniziale fu presentato da Hua Guofeng, il rapporto sulla revisione della Costituzione del Partito fu eseguito da Ye Jianying. Il discorso di chiusura fu svolto da Deng Xiaoping.
Il Congresso si basò principalmente sulla condanna della "Banda dei Quattro" e della sua linea, all'indomani di un fantomatico tentato colpo di Stato. Al Congresso mancarono tre personalità storiche del Partito, scomparse tutte nel 1976: Mao Zedong, il primo ministro Zhou Enlai e il presidente dell'Assemblea Nazionale Zhu De. Inoltre, Hua Guofeng reintrodusse Deng Xiaoping nella dirigenza del Partito; nel 1978, egli avrà de facto sotto controllo l'intero apparato governativo cinese. La Rivoluzione culturale venne sospesa in favore dei nuovi obiettivi della RPC, che erano di fare della Cina un potente Stato socialista entro il 2000.
Durante la prima sessione plenaria dell'XI Comitato Centrale Hua Guofeng venne eletto presidente del Partito (lo era provvisoriamente dalla morte di Mao) e Deng Xiaoping tra i vice presidenti.

## Giudizi politici sul Congresso
Secondo quanto riportato dalle fonti ufficiali, l'XI Congresso ebbe un ruolo positivo per la critica alla Banda dei Quattro, allo stesso tempo l'influenza di Hua Guofeng e le condizioni date avrebbero impedito di superare gli slogan, le politiche e le teorie sbagliate della Rivoluzione culturale. In particolare, viene criticato il principio dei "due qualunque", ovvero la difesa di qualunque decisione politica di Mao e la fedeltà a qualunque istruzione di Mao.
All'estero, alcuni movimenti di ispirazione maoista, tra i quali Sendero Luminoso, condannano l'XI Congresso come un colpo di stato ordito da Deng e Hua contro la linea di Mao.